# Escuela del Delfinado

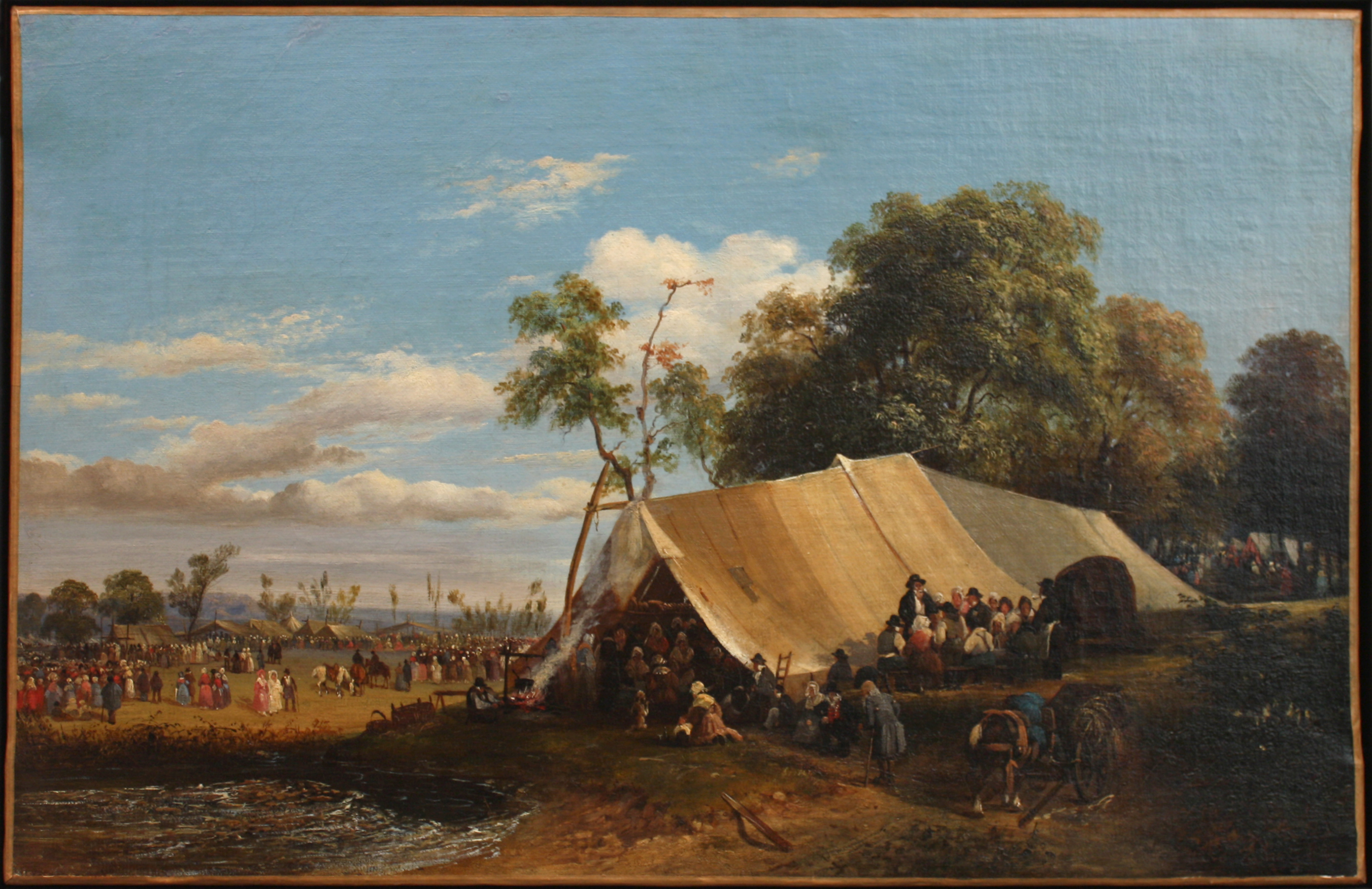
La feria de Beaucroissant, de Théodore Ravanat

Designamos con el nombre de la escuela del Delfinado a un grupo de pintores paisajistas del final del siglo XIX. Iniciada por Jean Achard, esta escuela está especializada en el paisaje de montaña, grandioso y espectacular .

## Características
Próxima a la corriente realista, a veces acusada de academicismo, la escuela del Delfinado aprovechó cierta moda de la época por los paisajes de montaña.
A finales del siglo XIX, el pueblo de Proveysieux fue un lugar de encuentro para los paisajistas del Delfinado. Theodore Ravanat (1812-1883) era dueño de un granero convertido en taller de pintura y se convirtió en profesor en la escuela de dibujo municipal gratuita en 1848. Jean Achard, que le dio consejos de pintura ya en 1830, estaba encantado de encontrar a su amigo al aire libre del pueblo. Allí compartió su experiencia con los jóvenes: Tancrède Bastet (1858-1942), Henri Blanc-Fontaine (1819-1897), Jacques Gay (1851-1925), Édouard d'Apvril (1843-1928), Eugène Faure (1822-1878), Aristide Albert, Louis Vagnat, Diodore Rahoult (1819-1874), Claude Pollet y Charles Bertier, quienes pintaron allí muchas pinturas, incluidas vistas del Nerón. Jules Bernard, conservador del Museo de Grenoble, también participa en las reuniones y era considerado el sabio del medio artístico de Grenoble.
Entre octubre de 2003 y mayo de 2004, la exposición temporal Pintores en Proveysieux en el Museo del Antiguo Obispado de Grenoble estuvo dedicada a la "Escuela de Pintura de Proveysieux".

## Pintores
- Théodore Ravanat (1812-1883)
- Juan Achard (1807-1884)
- Tancrède Bastet (1858-1942)
- Henri Blanc-Fontaine (1819-1897)

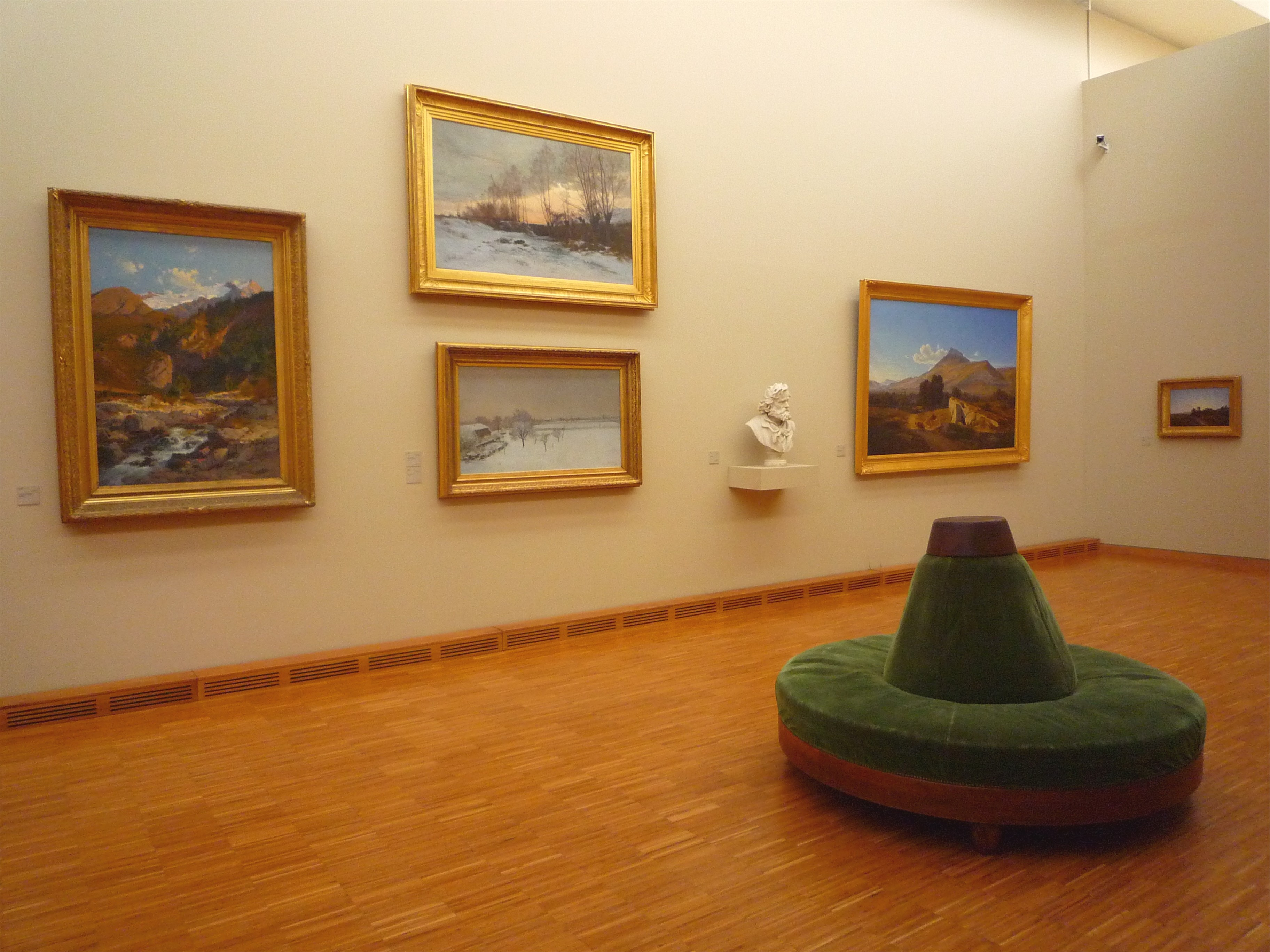
Sala de la escuela del Delfinado en el museo de Grenoble.

- Eugénie Gruyer-Brielman (1837-1921)
- Jacques Gay (1851-1925)
- Édouard d'Apvril (1843-1928)
- Charles Bertier (1860-1924)
- Laurent Guétal (1841-1892)
- Ernest Víctor Hareux (1847-1909)
- Diodore Rahoult (1819-1874)
- André Albertin (1867-1933)
- Édouard Brun (1860-1935)